# 玉桥街道
玉桥街道是北京市通州區卫星城东南部的一个街道。
辖区面积11.2平方千米，户籍人口2.6万户7.2万人，外来人口6450人。

## 社區
现辖：
- 葛布店北里社区
- 葛布店南里社区
- 玉桥北里社区
- 玉桥南里社区
- 运河东大街社区
- 乔庄北街社区
- 梨花园社区
- 土桥社区
- 艺苑社区
- 玉桥东里社区
- 柳岸方园社区
- 柳馨园社区
- 玉桥南里南社区

## 交通
- 京哈铁路：通州站
- 北京市郊铁路城市副中心线：乔庄东站